# Брадли де Нойер
Брадли де Нойер (на нидерландски: Bradley de Nooijer) е нидерландски футболист, ляв бек.

## Кариера
На 24 юни 2022 подписва с ЦСКА.
През 2014 изиграва един мач за националния отбор на Нидерландия до 17 години.
Брадли де Нойер е братовчед на бившият играч на Левски София, Джереми де Ноойер.

## Успехи
- Най-красив гол в efbet Лига за 2022 г. – церемония „Футболист на годината“